# Pòrcia Cató

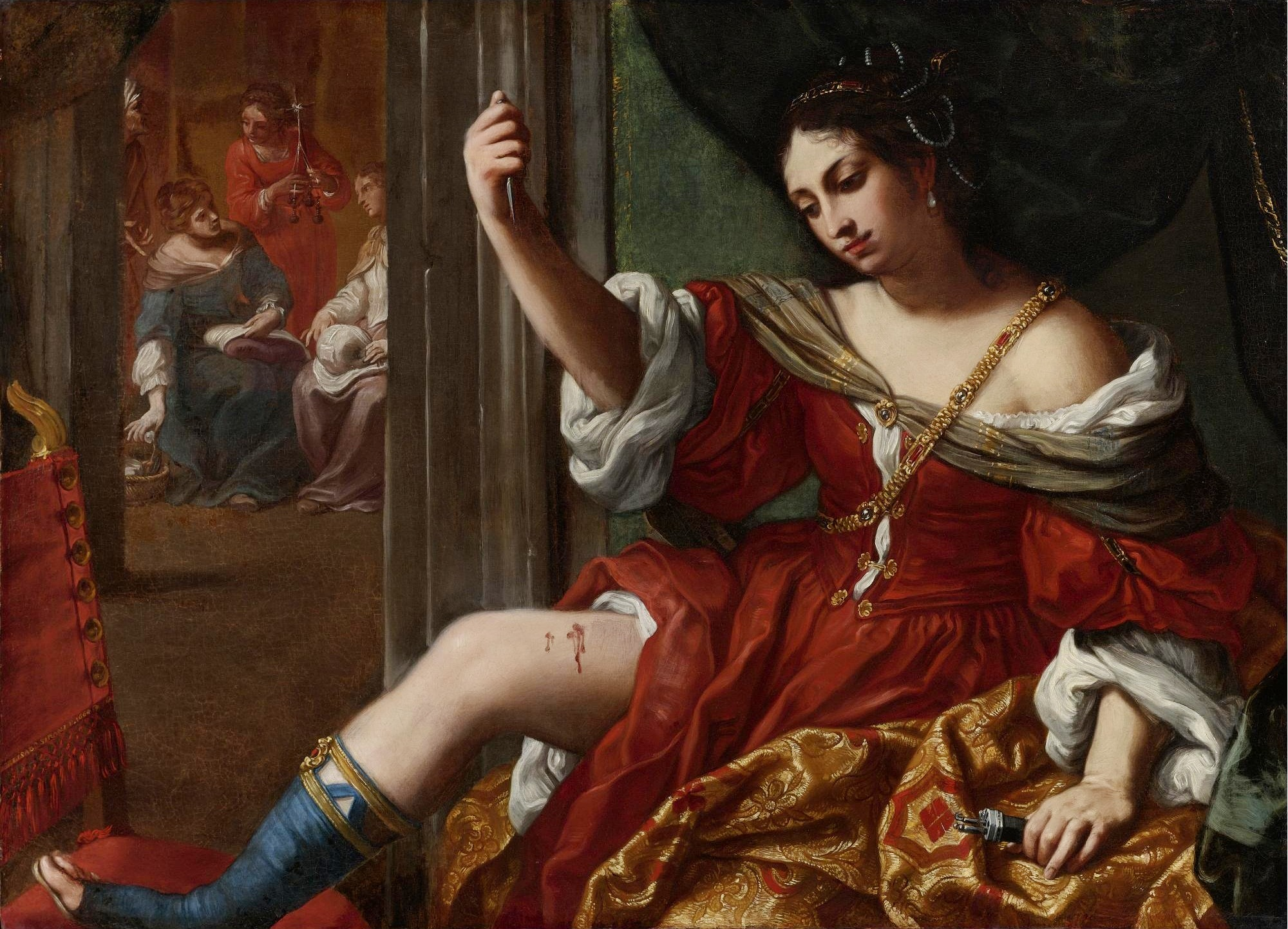
Pòrcia ferint-se a la cama per Elisabetta Sirani (1638 - 1665)

Porcia Cató o Pòrcia Catona, o simplement Pòrcia (en llatí Porcia Catonis, ca. 70 - 42 aC), va ser una dama romana, filla de Cató d'Útica i de la seva primera esposa, Atília. Es va casar amb Marc Juni Brut, l'assassí de Juli Cèsar.

## Biografia
El seu pare la va casar primer amb Marc Calpurni Bíbul, un dels enemics més acèrrims de Juli Cèsar i el seu col·lega al consolat el 59 aC, amb el qual va tenir tres fills. No és clar que Pòrcia fos la mare del fill de Bíbul, Luci, però aquest es va mostrar sempre orgullós d'aquell matrimoni, i va rebutjar una oferta de l'orador Hortensi, que quan va quedar viuda, la va demanar per casar-s'hi. Després de la mort de Bíbul (48 aC) i de son pare (45 aC), Pòrcia es va casar amb el seu cosí Brut, que l'estimava i a qui ella estimava. Fruit d'aquest matrimoni, va néixer un fill que va morir en la infantesa (43 aC).
Pòrcia compartia amb el seu pare i amb el seu segon marit un fort coneixement de la filosofia, i era una gran partidària del règim republicà romà, per la qual cosa va mostrar oposició a les accions de Cèsar, i algunes fonts consideren que va participar en la conspiració per assassinar-lo. Va heretar els principis republicans de son pare i el seu coratge i fermesa. Va convèncer Brut perquè li revelés la conspiració contra la vida de Juli Cèsar (14 de març) i va demostrar que sabia guardar els secrets. Després de l'assassinat de Cèsar, va sortir amb el seu marit cap a Vèlia a Lucània i es van embarcar cap a Grècia. Una vegada allí, ella va tornar a Roma, on va poder viure sense ser molestada pels triumvirs, però a la mort de Brut en la batalla de Filipos (42 aC) es va suïcidar. Plutarc, Apià i Dió Cassi confirmen que es va suïcidar després de rebre la notícia de la mort de Brutus. La història diu que els seus amics, sospitant que es volia suïcidar, van treure totes les armes del seu abast i que es va haver de matar empassant-se carbons encesos. El fet real pot haver estat que es va ofegar pel fum d'un foc de carbó vegetal, que se sap que era un mitjà freqüent de suïcidi entre els romans.